# 徐琳蓓
徐琳蓓（1983年11月19日—），籍貫上海，是一名中华人民共和国皮划艇靜水运动员，曾奪得2002年世界皮划艇竞速锦标赛女子K4－1000米亚军，2002年釜山亞運會女子K2-500米冠军，2004年世界杯皮划艇德国站女子K4-500米亚军，2004年世界杯皮划艇德国站女子K2-500米冠军，2004年夏季奥林匹克运动会K-2 500米第四名，2005年世界杯皮划艇单人皮艇女子1000米铜牌，2008年北京奥运会女子双人皮艇500米预赛第2组比赛第八名。中國2010年上海世界博覽會期間曾擔任一名志愿者。